# Conus multiliratus
Espèce
Conus multiliratus est une espèce fossile de mollusques gastéropodes marins de la famille des Conidae.

## Description
La taille de la coquille varie entre 16,7 mm et 20,2 mm.

## Distribution
Cette espèce marine d'escargot à cône se retrouve sous forme de fossile au Miocène moyen et au Tertiaire au Mexique, au Panama et en Colombie ; au Néogène de la République dominicaine.

## Taxonomie

### Publication originale
L'espèce Conus multiliratus a été décrite pour la première fois en 1906 par le malacologiste américain Emil Böse (d),.